# Костиша (Танасоаја)
Костиша (рум. Costișa) насеље је у Румунији у округу Вранча у општини Танасоаја. Oпштина се налази на надморској висини од 206 m.

## Становништво
Према подацима из 2002. године у насељу је живело 295 становника, од којих су сви румунске националности.